# Arthur Shawcross
Arthur John Shawcross (6. června 1945 – 10. listopad 2008) byl americký sériový vrah a kanibal, známý také jako Říční vrah z Genesee (Rochester v New Yorku). Zadržen byl 5. ledna 1990. Za své činy byl odsouzen k trestu odnětí svobody v délce 250 let, zemřel v Albany v New Yorku 10. listopadu 2008 na srdeční zástavu.
Kvůli jeho případu byl justiční systém kritizován za svou nepružnost.

## Mládí
Shawcross se narodil v Kittery ve státě Maine, ale když byl ještě malý, jeho rodina se přestěhovala do Watertownu v New Yorku. Jako dítě byl společensky ztrapňován a málokdy respektován svými vrstevníky, kteří jej obvykle nazývali "oddie". V dětství mu také naměřili extrémně nízké IQ a zjistili, že je náchylný k šikaně, nočnímu pomočování a fyzickému násilí. Měl tři sourozence a otec, bývalý námořník, po něm i jeho sourozencích vyžadoval vojenskou disciplínu. Ke všemu si Shawcross nerozuměl ani s matkou.
Opustil školu v deváté třídě, a když mu bylo 19, narukoval do armády, kde dělal zásobovače. Bojoval ve Vietnamu kde, jak později tvrdil, zavraždil a pozřel dvě mladé vietnamské dívky. Pro toto tvrzení však neexistují žádné důkazy.
Z armády byl propuštěn na jaře 1969, vrátil se znovu do Watertownu. Podpálil několik budov, přepadl benzinovou pumpu a byl za to odsouzen na dvaadvacet měsíců do vězení.
Když byl zpátky v civilu, žil znova ve Watertownu. Shawcross se čtyřikrát oženil, ale manželky ho vždy záhy opustily kvůli jeho násilnému a nevypočítatelnému chování. V květnu 1972, 14 dní po svatbě, si šel zarybařit a zde potkal svoji první oběť (smrt dvou vietnamských dívek nebyla dokázána), byl jí desetiletý chlapec Jack Owen Blake. V místních lesích chlapce ztloukl do bezvědomí, znásilnil a části jeho těla pozřel. Tuto vraždu mu však policie nebyla nikdy schopna dokázat, přestože ho tehdy vyslýchala a podezírala. Přiznal se k ní až později ve vězení, kde už byl za jiné své zločiny.
O čtyři měsíce později znásilnil a zabil osmiletou Karen Ann Hillovou, která byla na víkend na návštěvě ve Watertownu se svou matkou na Svátku práce. Shawcross si ji vyhlédl, když si odpoledne hrála před domem na zahradě. Její mrtvé tělíčko našla policie ještě téhož večera v kanalizační rouře.
Tentokrát však policii neušel. Byl odsouzen k pětadvaceti letům ve vězení. Vězeňský psychiatr mu poté diagnostikoval nebezpečnou schizofrenii a pedofilii s příznaky periodicky výbušné osobnosti.
Shawcross si odseděl 15 let a v březnu 1987 byl propuštěn na podmínku.

## Druhá série vražd
Počátkem března 1988 začal Shawcross znova vraždit, zaměřil se převážně na prostitutky. Jeho oběťmi byly (nikoli podle pořadí zabití):
- Patricia Ivesová, 25
- Frances Brownová, 22
- June Cicerová, 34
- Darlene Trippiová, 32
- Anna Marie Steffenová, 28
- Dorothy Blackburnová, 27
- Kimberly Loganová
- June Stottsová, 30
- Marie Welchová, 22
- Elizabeth Gibsonová
- Dorothy Kellerová, 59

Ráno 24. března 1988 našla v místním jezeře parta dělníků plout tváří dolů zmrzlou Dorothy Blackburnovou. Následná pitva stanovila jako příčinu smrti zardoušení. Další obětí byla Marie Steffenová, hubená narkomanka, která si prostitucí vydělávala na drogy. Při sexu ji Shawcross také zardousil.
Oběti byly obvykle škrceny, zbity na smrt a také zohavovány. Většina z nich se našla kolem řeky Genesee. Všechny oběti byly zabity v okresu Monroe, až na Gibsonovou, která byla zabita v sousedním okrese Wayne.
Tělo June Cicerové bylo objeveno za pomocí letadla 3. ledna 1990, dva dny před vrahovým obviněním a zatčením.
Shawcross byl spatřen, jak masturbuje ve svém autě na mostě přes řeku, kde v ledových vodách spočinula jeho poslední oběť. Do vazby byl vzat 3. ledna 1990 ve vesnici Spencerport, později byl obviněn a zatčen. Ve vazbě se ke svým činům přiznal.

## Proces a odsouzení
V listopadu 1990 byl Shawcross souzen v okrese Monroe za 10 vražd, místní prokurátor byl Charles J. Siragusa. Soudní proces byl přenášen televizí. Shawcross postavil svoji obhajobu na tvrzení, že je šílený, že trpí rozdvojenou osobností, má post-traumatické stresové poruchy, a byl v dětství zneužíván. To mělo potvrdit svědectví psychiatričky Dorothy Lewisové. Toto svědectví mu ale nepomohlo a porota poznala, že se jedná o racionální bytost a uznala jej vinným. Předseda poroty později řekl, že „čím víc Lewisová mluvila, tím to měl Shawcross horší. Chyba byla, že poté co přečetla svoji diagnózu, měla odejít a nemluvit dál.“ Soud mu vyměřil trest odnětí svobody v délce 250 let.
Profiler z FBI Robert K. Ressler zrevidoval zprávu o post-traumatické stresové poruše a napsal: "jeho tvrzení, že byl svědkem válečných zvěrstev bylo zjevně skandální a nepravdivé."
O několik měsíců později byl Shawcross převezen do okresu Wayne, kde byl souzen za vraždu Gibsonové. Byl shledán vinným a taktéž odsouzen k trestu odnětí svobody.
Roku 1992 napsal spisovatel Joel Norris knihu o tomto případu. Brožovaná kniha vyšla také s kazetou, která obsahovala "životní doznání Arthura Shawcrosse a jeho šeredných zločinů!" Norris pak čelil kritice, že z případu učinil senzaci.

## Uvěznění
Shawcross byl až do své smrti 10. listopadu 2008 uvězněn v nápravném zařízení Sullivan Correctional Facility ve Fallsburgu ve státě New York.
V roce 2003 poskytl Shawcross rozhovor britské reportérce Katherine Englishové pro dokumentární pořad o kanibalismu. Hovořil zde o nakrájení a pozření vagín tří obětí, ale odmítl hovořit o pozření genitálu chlapce, kterého zabil v roce 1972. Někteří kriminalisté ale pochybují o pravdivosti těchto příběhů a myslí si, že Shawcross své příběhy přibarvil, aby zapůsobil na reportérku a na diváky.
V roce 2006 poskytl rozhovor soudnímu psychiatrovi Dr. Michaelu Stoneovi z Kolumbijské univerzity pro seriál Most Evil, běžící na kanálu Discovery. V rozhovoru uvedl, že byl jako dítě sexuálně zneužíván svou matkou, dále že ještě jako dítě sexuálně zneužíval svou mladší sestru. Tvrdil rovněž, že vraždami prostitutek se mstil za to, že měl styk s jednou HIV pozitivní prostitutkou a byl nakažen. Jejich maso pak jedl, aby urychlil svou smrt (to že byl také nakažen se jen domníval). Stone souhlasil s výrokem poroty a přiklonil se k tvrzení, že v době vraždy byl vždy příčetný.

## Úmrtí
Shawcross si v den své smrti 10. listopadu 2008 stěžoval na bolesti v noze. Uvádí se, že si na bolesti nohou stěžoval již v pátek 7. listopadu. Tehdy však odmítl kolečkové křeslo a seržant ve službě se domníval, že jeho stížnosti jsou vymyšlené. Bolesti dolních končetin mohou odkazovat na hlubokou žilní trombózu, vedoucí až k plicní embolii. Po srdeční zástavě byl Shawcross převezen do Albanské nemocnice, kde se jej nepodařilo zachránit. Čas smrti - 9:50.
Arthur Shawcross byl zpopelněn a jeho popel si vyzvedla dcera Margaret Demingová.